# Rattus argentiventer
Il ratto delle risaie (Rattus argentiventer  Robinson & Kloss, 1916) è un roditore della famiglia dei Muridi, commensale dell'Uomo, diffuso nell'Ecozona orientale.

## Descrizione

### Dimensioni
Roditore di medie dimensioni, con la lunghezza della testa e del corpo tra 140 e 210 mm, la lunghezza della coda tra 130 e 201 mm, la lunghezza del piede tra 32 e 40 mm, la lunghezza delle orecchie tra 19 e 24 mm e un peso fino a 212 g.

### Aspetto
Il corpo è robusto e rivestito da una pelliccia liscia e moderatamente spinosa. Le parti superiori variano dal marrone chiaro al bruno-arancione, con dei riflessi nerastri, mentre le parti ventrali sono grigio-argentate, talvolta con una striscia mediana nerastra. Le guance sono grigie. Le orecchie sono grandi e finemente ricoperte di piccoli peli. In alcuni individui è presente un ciuffo di peli bruno-arancioni alla loro base anteriore. I piedi sono lunghi e sottili, le piante hanno sei cuscinetti, più piccoli e lisci rispetto a quelli delle specie R.tiomanicus e R.tanezumi. La coda è più lunga della testa e del corpo, è uniformemente marrone scura. Le femmine hanno 3 paia di mammelle pettorali e 3 paia inguinali. Il cariotipo è 2n=42 FN=58-62.

## Biologia

### Comportamento
È una specie terricola e notturna, anche se spesso è stata osservata arrampicarsi sugli alberi. Costruisce sistemi di cunicoli e tane nel terreno. Vive in grandi gruppi dominati da un maschio e da poche femmine. I gruppi sono territoriali.

### Alimentazione
Si nutre di parti vegetali, come la pianta del riso, le granaglie, i fiori e i frutti della palma da olio e talvolta anche di insetti, come termiti, cavallette e lumache. È considerata una seria piaga per i coltivatori di riso.

### Riproduzione
Si riproduce durante tutto l'anno. L'estro dura 4-5 giorni. Le femmine partoriscono 3-8 piccoli fino a 12 volte l'anno dopo una gestazione di circa tre settimane. Il nascituro apre gli occhi dopo 15 giorni e abbandona il nido dopo 3 settimane. Raggiunge la maturità sessuale a 3 mesi.

## Distribuzione e habitat
Questa specie è diffusa nell'Ecozona orientale dall'Indocina attraverso le isole indonesiane di Sumatra, Giava, Borneo, Isole Kangean, Bali, Lombok, Sumbawa, Sangeang, Komodo, Rinca, Flores, Adonara, Lomblen, Alor, Sumba, Timor, Isole Tanimbar e Sulawesi fino alle isole Filippine di Cebu, Luzon, Mindoro, Negros e Mindanao. È stato introdotto anche in Nuova Guinea.
Vive nelle foreste sempreverdi secondarie, risaie, boscaglie, praterie e piantagioni. Evita i villaggi sebbene sia stata osservata in giardini e frutteti.

## Conservazione
La IUCN Red List, considerato il vasto areale, l'adattabilità al degrado del proprio habitat, la popolazione numerosa e la presenza in diverse aree protette, classifica R.argentiventer come specie a rischio minimo (Least Concern).